# Liste historischer Gerichte im Bundesland Hessen
Diese Liste enthält die historischen Gerichte im heutigen Bundesland Hessen. Für die heute noch bestehenden Gerichte siehe die Liste der Gerichte des Landes Hessen.

## Vorgängerstaaten
Das heutige Bundesland Hessen entstand 1945 aus Teilen der preußischen Provinz Hessen-Nassau und des Volksstaates Hessen. Hessen-Nassau war 1866 aus dem Herzogtum Nassau, dem Kurfürstentum Hessen, dem Fürstentum Waldeck und Pyrmont, Hessen-Homburg und der Freien Stadt Frankfurt hervorgegangen. Die Gerichte der Vorgängerstaaten finden sich in den folgenden Listen:

### Listen
- Liste der Gerichte in der Provinz Hessen-Nassau
- Liste der Gerichte im Volksstaat Hessen
- Liste der Gerichte im Kurfürstentum Hessen
- Liste der Gerichte im Großherzogtum Hessen
- Gerichte im Fürstentum Waldeck und Pyrmont
- Gerichtsorganisation in der Landgrafschaft Hessen-Homburg
- Liste der Gerichte in der Provinz Hessen-Nassau (1867)
- Gerichtsorganisation in Frankfurt a. M. (1867–1879)

### Einzelne Gerichte
Soweit nicht in den Einzellisten dargestellt, finden sich hier einzelne Gerichte der Vorgängerstaaten:

#### Frühe Neuzeit
- Samthofgericht

#### Gerichte des 19. Jahrhunderts vor 1879
- Oberappellationsgericht Darmstadt
- Oberappellationsgericht Kassel
- Hofgericht Gießen
- Bezirksstrafgericht Gießen[1]
- Hofgericht Darmstadt
- Bezirksstrafgericht Darmstadt[1]
- Oberforstgericht
- Justizkanzlei Büdingen
- Justizkanzlei Gedern
- Justizkanzlei Hungen
- Justizkanzlei Meerholz
- Justizkanzlei Michelstadt

Rechtsrheinische Orte der Provinz Rheinhessen
- Provisorischer Kassations- und Revisionsgerichtshof für die Provinz Rheinhessen, bis 1836, dann: Oberappellationsgericht Darmstadt
- Obergericht Mainz
- Kreisgericht Mainz, ab 1852: „Bezirksgericht Mainz“
- Assisengericht beim Kreisgericht Mainz
- Friedensgericht Mainz II

Von Bayern durch preußische Annexion 1866
- Landgericht Hilders
- Landgericht Orb
- Landgericht Weyhers

#### Ordentliche Gerichte nach 1879
- Landgericht Mainz (rechtsrheinische Orte der Provinz Starkenburg)
- Amtsgericht Amöneburg bis zum 30. September 1932[2]
- Amtsgericht Bieber (Kreis Gelnhausen) bis zum 30. September 1932[2]
- Amtsgericht Birstein bis zum 30. September 1932[2]
- Amtsgericht Bischhausen bis zum 30. September 1932[2]
- Amtsgericht Bockenheim bis zum 31. März 1895[3]
- Amtsgericht Burghaun bis zum 30. September 1932[2]
- Amtsgericht Gernsheim[4] bis zum 30. September 1934[5]
- Amtsgericht Hungen[4] bis zum 31. Mai 1934[5]
- Amtsgericht Lich[4] bis zum 31. Mai 1934[5]
- Amtsgericht Lorsch[4] bis zum 30. September 1934[5]
- Amtsgericht Nentershausen bis zum 30. September 1932[2]
- Amtsgericht Netra bis zum 30. September 1932[2]
- Amtsgericht Meerholz bis zum 30. September 1932[2]
- Amtsgericht Netra bis zum 30. September 1932[2]
- Amtsgericht Niederaula bis zum 30. September 1932[2]
- Amtsgericht Rauschenberg bis zum 30. September 1932[2]
- Amtsgericht Rosenthal bis zum 30. September 1932[2]
- Amtsgericht Schwarzenfels bis zum 30. September 1932[2]
- Amtsgericht Veckerhagen bis zum 30. September 1932[2]
- Amtsgericht Vilbel[4]
- Amtsgericht Vöhl bis zum 30. September 1932[2]
- Amtsgericht Wanfried bis zum 30. September 1932[2]
- Amtsgericht Wimpfen[4]
- Amtsgericht Zierenberg bis zum 30. September 1932[2]
- Amtsgericht Zwingenberg 1879[4] bis zum 30. September 1934[5]

#### Arbeitsgerichte
- Landesarbeitsgericht Kassel[6]
- Arbeitsgericht Corbach[7]
- Arbeitsgericht Dillenburg[7]
- Arbeitsgericht Eschwege[7]
- Arbeitsgericht Hersfeld[7]
- Arbeitsgericht Limburg (Lahn)[7]
- Arbeitsgericht Marburg[7]
- Arbeitsgericht Wetzlar[7]

## Aufgelöste Gerichte im heutigen Bundesland Hessen

### Oberlandesgerichte
- Oberlandesgericht Darmstadt
- Oberlandesgericht Kassel

### Amtsgerichte
- Amtsgericht Abterode bis zum 30. September 1932[2]
- Amtsgericht Altenstadt 1879[4] bis 1968
- Amtsgericht Bad Arolsen[8] (zum 31. Dezember 2011 aufgelöst)
- Amtsgericht Bad Nauheim 1879[4] bis 1968[9]
- Amtsgericht Bad Orb[10] bis 1968[9]
- Amtsgericht Bad Sooden-Allendorf[10]
- Amtsgericht Bad Vilbel[8] (zum 1. Januar 2006 aufgelöst und in AG Frankfurt integriert)
- Amtsgericht Bad Wildungen[8]
- Amtsgericht Battenberg
- Amtsgericht Beerfelden ab 1879[4], wieder 1949[11] bis 1968[9]
- Amtsgericht Bergen-Enkheim (Kreis Hanau)[10]
- Amtsgericht Borken (Hessen)[10] bis 1968[9]
- Amtsgericht Braunfels[10] bis 1968[9]
- Amtsgericht Butzbach 1879[4] bis 2004
- Amtsgericht Camberg[10]
- Amtsgericht Ehringshausen[10] bis 1968[9]
- Amtsgericht Eiterfeld[10]
- Amtsgericht Eltville 1949[12] bis 2004, bis zum 31. Dezember 2011 noch Zweigstelle des Amtsgerichtes Rüdesheim, auch schon 1942[10]
- Amtsgericht Felsberg[10]
- Amtsgericht Friedewald[10]
- Amtsgericht Fronhausen[10]
- Amtsgericht Gemünden (Wohra)[13][10]
- Amtsgericht Gersfeld[10]
- Amtsgericht Gladenbach[10] bis 1968[9]
- Amtsgericht Grebenstein[10]
- Amtsgericht Großalmerode[10]
- Amtsgericht Großenlüder[10]
- Amtsgericht Groß-Umstadt1879[4] bis 1968[9]
- Amtsgericht Grünberg 1879[4] bis 1968[9]
- Amtsgericht Gudensberg[10]
- Amtsgericht Hadamar[8] (bis 2004)
- Amtsgericht Herborn[8] (bis 2004)
- Amtsgericht Herbstein[4]
- Amtsgericht Hessisch Lichtenau[10]
- Amtsgericht Hilders[10]
- Amtsgericht Hirschhorn 1879[4] bis 1968[9]
- Amtsgericht Hochheim[8] (bis 2004)
- Amtsgericht Höchst im Odenwald 1879[4] bis 1968[9]
- Amtsgericht Hofgeismar[8]
- Amtsgericht Homberg (Efze), auch als „Amtsgericht Homberg, Bez. Kassel“ bezeichnet[8] (eingegliedert in Amtsgerichte Fritzlar, Schwalmstadt und Melsungen)
- Amtsgericht Homberg an der Ohm 1879[4] und 1948[14] bis 1968[9], auch als „Amtsgericht Homberg, Kreis Alsfeld“ bezeichnet[8]
- Amtsgericht Jesberg[10]
- Amtsgericht Karlshafen 1949[15] bis 1968[9], auch schon 1942[10]
- Amtsgericht Langenselbold[10] bis 1968[9]
- Amtsgericht Laubach 1879[4] bis 1968[9]
- Amtsgericht Lauterbach 1879[4] bis 2004
- Amtsgericht Naumburg (Hessen)[10]
- Amtsgericht Neustadt (Hessen)[10]
- Amtsgericht Neuhof[10]
- Amtsgericht Neukirchen[10] bis 1968[9]
- Amtsgericht Nidda1879[4] bis zum 31. Dezember 2011
- Amtsgericht Oberaula[10]
- Amtsgericht Oberkaufungen[10]
- Amtsgericht Ortenberg 1879[4] bis 1968[9]
- Amtsgericht Reichelsheim im Odenwald 1. April 1904[16] bis 1968[9]
- Amtsgericht Reinheim 1879[4] bis 1968[9]
- Amtsgericht Rotenburg an der Fulda[8] (zum 31. Dezember 2011 aufgelöst)
- Amtsgericht Runkel[10] bis 1968[9]
- Amtsgericht Salmünster[10] bis 1968[9]
- Amtsgericht Schenklengsfeld[10]
- Amtsgericht Schlitz[4]
- Amtsgericht Schlüchtern[8] (zum 31. Dezember 2011 aufgelöst)
- Amtsgericht Schotten ab 1879[4], wieder eröffnet 1949[17] bis 1968[9]
- Amtsgericht Sontra[10] bis 1976[18]
- Amtsgericht Spangenberg[10]
- Amtsgericht Steinau[10] bis 1968[9]
- Amtsgericht Treysa[8]
- Amtsgericht Ulrichstein[4]
- Amtsgericht Usingen[8] (zum 31. Dezember 2011 aufgelöst)
- Amtsgericht Volkmarsen[10]
- Amtsgericht Wächtersbach[10] bis 1968[9]
- Amtsgericht Wald-Michelbach 1879[4] bis 1968[9]
- Amtsgericht Wehen[10]
- Amtsgericht Wetter (Hessen)[10]
- Amtsgericht Windecken[10]
- Amtsgericht Witzenhausen[8]
- Amtsgericht Wolfhagen[8] (bis 2004)
- Amtsgericht Ziegenhain

### Arbeitsgerichte
- Arbeitsgericht Bad Hersfeld (zum 31. Dezember 2011 aufgelöst)
- Arbeitsgericht Limburg (zum 31. Dezember 2011 aufgelöst)
- Arbeitsgericht Hanau (zum 31. Dezember 2011 aufgelöst)
- Arbeitsgericht Marburg (zum 31. Dezember 2011 aufgelöst)
- Arbeitsgericht Wetzlar (zum 31. Dezember 2011 aufgelöst)

## Gerichte der Militärregierung ab 1945
- Rheinschiffahrts-Strafgericht der Militärregierung Wiesbaden[19]